# Anton Hafner (letalski as)
Anton Hafner, nemški častnik, vojaški pilot in letalski as, * 2. junij 1918, Erbach, † 17. oktober 1944, Sovjetska zveza.

## Življenjepis
Anton Toni Hafner je začel s šolanjem za vojaškega pilota pri Luftwaffe leta 1940 in bil najprej dodeljen v rezervno eskadriljo (nemško: Ergänzungstaffel) lovskega polka JG 51, rezervni enoti za dopolnjevanje operativnih eskadrilj. 23. februarja 1941 je bil dodeljen v bojno enoto 6./JG 51. Že 29. marca 1941 je doživel letalsko nesrečo in bil pri zasilnem pristanku v Mardycku s svojim Messerschmittom Bf 109 E-4 (W. Nr. 3766) ranjen. 
Svojo prvo zračno zmago je Hafner dosegel na vzhodni fronti 24. junija 1941, do konca junija pa je dosegel še eno. Do konca leta 1941 je dosegel 14 zračnih zmag in si zagotovil status letalskega asa. Svojo 25. zmago je dosegel 21. marca 1942, 5. julija pa je v enem dnevu sestrelil kar sedem sovražnih letal za zmage od 35 do 41. 23. julija 1942 je sestrelil svoje petdeseto letalo, 22. avgusta pa že 60., za kar je bil 23. avgusta odlikovan z viteškim križem železnega križca. Obenem je dobil nagradni dopust in se je na fronto vrnil šele novembra 1942. Ob vrnitvi je bila  II./JG 51 premeščena v Tunizijo. Toni je bil dodeljen v 4./JG 51 in je svojo prvo zmago na zahodnem bojišču dosegel 16. novembra, ko je sestrelil britanskega lovca Supermarine Spitfire. 2. januarja 1943 je bil v boju z britanskimi lovci Hafner zadet. Najverjetneje je njegovega Bf 109 G-2 (W. Nr. 13 985) sestrelil britanski as Robert Oxspring. Iz padajočega letala je moral Hafner izskočiti s padalom, pri čemer je zadel repni stabilizator svojega lovca in si poškodoval roko, zaradi česar je nadaljnjih šest mesecev preživel v bolnišnici. Do takrat je zabeležil 82 zračnih zmag. 
Avgusta 1943 se je Hafner vrnil na vzhodno fronto, in sicer v štabno eskadriljo, Stabstaffel JG 51. Dobil je tudi novo letalo, Focke-Wulf Fw-190 A. 15. oktobra je sestrelil stoto sovražno letalo, 20. oktobra pa je v enem dnevu sestrelil pet sovražnih letal za zmage od 102 do 106. Novih pet letal je sestrelil 28. oktobra 1943 (zmage od 107. do 111.), sedem spet 22. februarja 1944 (126.–132.) in pet 24. junija (140.–144.).  Poročnik Hafner je bil 11. aprila 1944 za 134 doseženih zračnih zmag odlikovan s hrastovimi listi k viteškemu križu (452. prejemnik), 15. maja pa je prevzel poveljstvo nad 8./JG 51. Na poveljniškem položaju je zamenjal stotnika Fritza Stendla. V uporabo je ponovno dobil letalo Messerschmitt Bf 109 G-6. 
28. junija je dosegel svojo 150. zračno zmago, dva dni kasneje pa je bil njegov lovec zadet v motor, zaradi česar je moral zasilno pristati za sovražnikovo črto. Po pristanku se je uspel prebiti do nemških črt in se vrniti v enoto. 8. avgusta je sestrelil sedem sovjetskih jurišnikov Iljušin Il-2 (162.–168.). 15. avgusta 1944 se je 8./JG 51 preimenoval v 10./JG 51, Hafner pa je ostal poveljnik. Svojo 175. zmago je Hafner dosegel 21. avgusta 1944. 16. oktobra je presegel 200 sestreljenih letal, ko je v enem dnevu sestrelil štiri sovjetske lovce za zmage od 199 do 202. Svojo zadnjo, 204. zmago je Anton Hafner dosegel nad sovjetskim lovcem Jakovljev Jak-7 17. oktobra 1944. Med nadaljnjim spopadom pa je njegovo letalo Bf 109G-6 (W. Nr. 442 013) Črna 1 zadelo drevo in strmoglavilo. V razbitinah je umrl pilot z največ zračnimi zmagami v JG 51 Mölders, Anton Toni Hafner.
Anton Hafner je na 795 bojnih nalogah skupaj dosegel 204 zračne zmage, od katerih jih je 184 dosegel nad vzhodno fronto. Od 20 doseženih zmag nad zahodnim bojiščem je bilo osem ameriških dvomotornih lovcev Lockheed P-38 Lightning. Skupaj pa je Hafner sestrelil kar 55 sovjetskih jurišnikov Iljušin Il-2 Šturmovik.

## Odlikovanja
- Železni križec 2. in 1. razreda
- Ehrenpokal der Luftwaffe (27. april 1942)
- Nemški križ v zlatu  (22. maj 1942)
- Viteški križ železnega križca (23. avgust 1942)
  - hrastovo listje k viteškemu križu (11. april 1944)